# Departament Iguazú

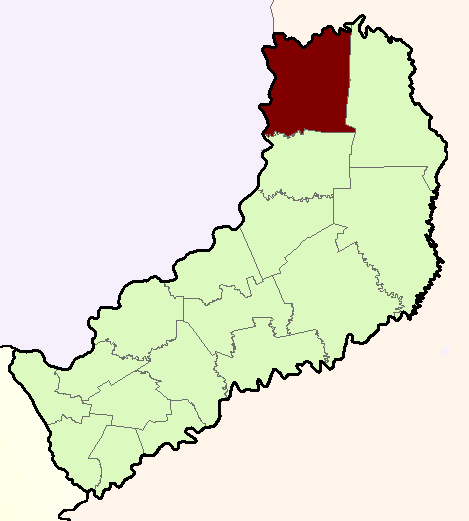
Departament Iguazú na tle prowincji Misiones

Departament Iguazú – jeden z 17 departamentów argentyńskiej prowincji Misiones. Stolicą departamentu jest miasto Puerto Esperanza.
Powierzchnia departamentu wynosi 2769 km². Na obszarze tym w 2010 roku mieszkało 81 215  ludzi, a gęstość zaludnienia wynosiła 29,3 mieszkańców/km².
Zachodnią granicę wyznacza rzeka Parana, która jest rzeką graniczną z Paragwajem. Od północy poprzez rzekę Iguaçu graniczy z Brazylią. Wokół niego znajdują się departamenty: Eldorado oraz General Manuel Belgrano.